# Zuñi
Zuñi, indijansko pleme iz američke savezne države New Mexico, nastanjeno na području rezervata Zuñi u okrugu McKinley. Po kulturi i običajima Zuñi se ne razlikuju od drugih pueblo-plemena. Obrada zemlje s kukuruzom kao glavnom kulturom, tipična je za taj kraj. Dolinu rijeke Zuñi oni naseljavaju barem 1,500 godina, moguće je da su direktni potomci staroga naroda Anasazi. Područje koje su oni nekada zauzimali veličine je današnje države Rhode Island. Godine 1539. otkrio ih je Esteban, crni izviđač Marcosa de Nize.

## Ime
Ime je porijeklom od Keresa koji su ih nazivali Sünyyitsi ili Su'nyitsa, ali značenje nije poznato. Cushing misli da je termin došao od imena Cochití Indijanaca Suinyi, čije bi značenje bilo “the people of the long nails”, a odnosilo se na njihove vidare, koji su neke od svojih nokata nosili veoma duge. -Oni sami sebe nazivaju A:shiwi, u značenju 'the flesh', ili oznake 'mesa ili tijela'. Pleme ima i sveto ime Tâa Ashiwani, što označava 'narod kukuruza' 'corn people'.

## Kuće
Kuće su im ravnoga krova, kamene ili od ćerpiča (adobe). Ove pueblo-kuće znale su imati i po nekoliko katova (2-6). Vrata i prozori na prvim katovima nisu bili korišteni (vjerojatno zbog zaštite od pljačkaških bandi, kao što su bili Apači). Na gornje katove išlo se preko drvenih ljestava koje su se povlačile za sobom.

## Sela
- Ha[l]ona [??] (izumrlo), na obje obale Zuñi River, i nasuprot Zuñi Puebla.
- Hampasawan (izumrlo), 6 milja zapadno od Zuñi Puebla.
- Hawikuh (izumrlo), 15 milja jugozapadno od Zuñi Pueblo, blizu ljetnog naselja Ojo Caliente.
- Heshokta (izumrlo), na mesi oko 5 milja sjeverozapadno od Zuñi Pueblo.
- Heshota Ayathltona (izumrlo), na vrhu Taaiyalana, (ili Seed Mountain), obično nazivano Thunder Mountain, oko 4 milje jugoistočno od Zuñi Pueblo.
- Heshota Hluptsina (izumrlo), između  "gateway"-a i ljetnog puebla Pescado, 7 milja istočno od Zuñi Pueblo.
- Heshota Imkoskwin (izumrlo), kod Tawyakwin, ili Nutria.
- Heshotapathltaie, ili Kintyel, na Leroux Wash, oko23 milje sjeverno od Navaho Station, na Atchison, Topeka, i Santa Fé Railway-u, Ariz.
- Heshota Uhla (izumrlo),  mesa on Zuñi River, oko 5 milja zapadno od ljetnog sela Ojo Pescado, ili Heshotatsina.
- Kechipauan (izumrlo), na mesi istočno od Ojo Caliente, ili Kyapkwainakwin, 15 milja jugozapadno od Zuñi Pueblo.
- Kiakima (izumrlo), na Thunder Mountain, 4 miles southeast oo Zuñi Pueblo.
- Kwakina (izumrlo), 7 milja jugozapadno odZuñi Pueblo.
- Kwakinawan (izumrlo), jugo-jugoistočno od Thunder Mountain, leži 4 milje istočno 4 od Zuñi Pueblo.
- Matsaki (izumrlo), kod Thunder Mountain i3 milje istočno od Zuñi Pueblo.
- Nutria, 23 milje sjeveroistočno od Zuñi Pueblo.
- Ojo Caliente, oko 14 milje jugozapadno od Zuñi Puebla.
- Pescado, oko 15 milja istočno od Zuñi Pueblo.
- Pinawan (izumrlo), oko 1 1/2 milje jugozapadno od Zuñi Pueblo, na putu za Ojo Caliente.
- Shopakia (izumrlo), 5 milja sjeverno od Zuñi Pueblo.
- Wimian (izumrlo), 11 milja sjeverno od Zuñi Pueblo.

## Život, običaji i društvo
Zuñi su organizirani u 13 matrilinearnih klanova ali su njihovi starješine muškarci. Obrada zemlje također je muški posao. Košaraštvo i lončarstvo posao su za žene. Svačije zemljište čije bi ostalo neobrađeno (prema Kaj Birket-Smithu) mogao je zasaditi bilo tko drugi. -Prema istom autoru kod Zunija nijedna stvar nema stalne cijene. Ona se ravna prema mogućnostima kupca, a gleda se samo da se stvar stvarno iskoristi ili upotrijebi.  Zuñi su također poput Hopija, veoma miroljubivi i duboko religiozan narod, s kompleksnom ceremonijalnom organizacijom. Muškarci često nose maske i kostime u kojima predstavljaju bogove ili duhove poznate kao katcinas ili kachinas. 
Kasnog studenog ili ranog prosinca Indijanci održavaju 'Shalako Festival', to je njihova najznačajnija svečanost, a Shalako je jedna gigantska kachina. Uprava Zunija (nastala pod utjecajem Španjolaca) sastoji se od governera, koji nosi titulu 'tapupu'  i poručnika guvernera 'Tsipalaa-shiwanni', nadalje šest kišnih-svećenika 'Ashiwanni" ili 'rain-priests',  dvojice ratnih poglavice zvanih 'Bow Chiefs', poglavice-starice' ("chief old-woman) koja se titulira kao 'Shiwan-akya'. -Adam Clark Vroman, Korkokshi Kachinas (Rain Dancers for Good)

## Obrt
Zuñi danas žive od obrta i turizma. Oni se bave lončarstvom i osobito izradom nakita od srebra. Rad u srebru naučili su od Španjolaca i Meksikanaca, i postali su dobro poznati majstori u tome poslu. Znatan dio zarade Zuñima potječe od prodaje srebrnog nakita turistima. 

## Jezik
Zuñi jezik danas se vodi kao jedini član istoimene porodice, (po nekima) dio Velike porodice (phylum) Penutian.  Prije je porodica Zunian klasificirana u Veliku ex-porodicu Uto-Aztec-Tanoan, koja se sastojala od porodica Zunian, Kiowan, Tanoan i Juto-astečki (jezična porodica).

## Pueblo Zuñi
Pueblo Zuñi Indijanaca na zapadu Novog Meksika izgrađen oko 1695. godine. Izvornih sedam Zuñi sela identificiraju se s mitskim 'Sedam gradova Cibole' (' Seven Cities of Cibola'), koje navodi Marcos de Niza. -1540. godine Francisco Vásquez de Coronado napao je ova sela, misleći da ovi gradovi obiluju zlatom. Sa sobom je vodio 300 Španjolaca i 800 meksičkih Indijanaca (prema Josipu Marohniću). Coronado nije našao zlato ali je zato otkrio Grand Canyon, 1542. vratio se u Meksiko. Pueblo je napušten tijekom Pueblo ustanka ('Pueblo Revolt')1680. Novi pueblo izgrađen je na istom mjestu. Na rezervatu se nalazi 'A:shiwi A:wan Museum & Heritage Center'.

## Stanovništvo
Godine 1630. bilo ih je oko 10,000; 2,500 (1680.), 664 (1760.), 1,617 (1788.), 2,716 (1797.), 1,470 (1805.), 1,530 (1871.), 1,547 (1889.), 1,667 (1910.), 2,080 (1937.), 7,758 (popis 2000.)